# ماجرای معجزه در های‌گیت
ماجرای معجزه های‌گیت (به انگلیسی: The Adventure of the Highgate Miracle) یکی از داستان‌های معمایی شرلوک هولمز نوشته جان دیکسن کار است. این داستان در مجموعه‌داستان شاهکارهای شرلوک هولمز که با مشارکت آدریان کانن دویل و جان دیکسن کار نوشته شده است؛ در سال ۱۹۵۴ منتشر شد.

## داستان
همسر از خود راضی جیمز کب‌پلژر از هولمز تقاضا می‌کند که به موضوع علاقه غیرعادی شوهرش به یک چتر معمولی رسیدگی کند. گلوریا کب‌پلژر در بررسی مکانیکی چتر به منظور یافتن هر گونه محفظه مخفی در آن، بسیار تقلا کرده‌است. هولمز و واتسن پی می‌برند که خانم کب‌پلژر بخاطر این موضوع به پلیس هم مراجعه کرده و بازرس لستراد نیز در حال رسیدگی به این ماجرا است. همگی در حالی که مشغول نظارت بر خانه کب‌پلژر هستند؛ مشاهده می‌کنند که جیمز کب‌پلژر از درب جلویی خانه بیرون می‌آید؛ به دنبال چترش بازمی‌گردد و سپس همراه با الماس‌های قیمتی شرکتش کاملاً ناپدید می‌شود.
«تنها یک نفر وجود دارد که با شکل و قد مورد نظر ما تطبیق می‌کند و آن کسی نیست جز...»
از پایین صدای زنگِ در بلند شد.

هولمز گفت: «گوش کنید! این صدای مُراجع ماست؛ صدای قدم‌های روی پله‌ها، برای دیدن این نمایش نمی‌توانم مقاومت کنم! چه کسی در را باز می‌کند واتسن؟ چه کسی در را باز می‌کند؟